# Épiphane le moine
Pour les articles homonymes, voir Épiphane.
Épiphane de Constantinople, connu sous le nom d'Épiphane le moine, est un moine byzantin qui a vécu à la fin du VIIIe  et au début du IXe siècle. Moine au monastère de Kallistratos, on lui doit un Sermon sur la vie de la très sainte Mère de Dieu et sur son époque, qui est une des plus anciennes biographies de la Vierge Marie qui soient conservées, et une Vie de l'apôtre saint André, premier évêque de Byzance selon la tradition. Dans ce dernier texte, il parle de lui-même et évoque son opposition à l'iconoclasme. 
La Vie de sainte Marie se déroule depuis sa généalogie et le mariage de Joachim et d’Anne jusqu’à l’Assomption. S’appuyant sur de nombreux apocryphes, même s'il montre une certaine réserve à leur égard, ainsi que sur les données néotestamentaires, il intègre dans son récit un portrait physique de la Vierge (qui, selon la tradition, aurait été peinte par saint Luc) : « des cheveux et des yeux brun clair, des sourcils noirs, un nez droit, un visage allongé comme ses mains et ses doigts. » Le texte a été édité pour la première fois et traduit en latin par Giovanni Luigi Mingarelli (Rome, 1774), d'après un codex de la Biblioteca  Naniana de Venise.
Jacques-Paul Migne, dans la Patrologie grecque, édite après les deux Vies précédentes un autre texte intitulé Description de la Syrie, de la cité sainte, et des lieux saints qui s'y trouvent, qui est apparemment d'un autre auteur, « Épiphane l'Hagiopolite » ou « Épiphane de Jérusalem », et ensuite, seulement en traduction latine, un petit traité Sur la religion chrétienne, selon lequel on ne peut reconnaître la vérité de cette religion sans avoir purifié son âme, et dont on ne sait à quel Épiphane il faut l'attribuer.

## Édition
- PG, vol. 120, col. 179-285.
- Albert Dressel, Epiphani monachi et presbyteri edita et inedita, Paris et Leipzig, 1843.
- (es) Epifanio el Monje: Vida de María; traducción del griego, introducción y notas de Guillermo Pons Pons. Madrid: Ciudad Nueva, 1990.